# Domna Adamopoulou
Domna Adamopoulou (griechisch Δόμνα Αδαμοπούλου, * 26. Oktober 1940 in Monastiraki) ist eine griechische Schauspielerin. Sie wurde 1985 als Elena Sarikakis in der Serie Lindenstraße bekannt.  

## Leben
Adamopoulou wurde 1940 im griechischen Monastiraki geboren. 1963 siedelte sie nach Deutschland über und betrieb zunächst ein griechisches Restaurant in Köln. Neben ihrer Rolle der Elena Sarikakis in der Serie Lindenstraße, die sie von 1985 bis 2015 spielte, stand sie auch auf verschiedenen Theaterbühnen. 2014 spielte sie in der Dramedy Brot & Oliven, (Ψωμί και Ελιές) einer deutsch-griechischen Koproduktion, die Mutter der beiden Brüder Leonidas und Vangelis, die aufgrund fehlender Perspektiven in Griechenland mit ihrer Mutter nach Deutschland auszuwandern versuchen, um dort in dem angeblich florierenden Lokal ihres Onkels Geld zu verdienen.
Domna Adamopoulou hat zwei Kinder.

## Filmografie (Auswahl)
- 1985–2015: Lindenstraße (Fernsehserie)
- 1994: Hallo, Onkel Doc! (Fernsehserie, 1 Folge)
- 1995: Entführung aus der Lindenstraße
- 2014: Brot & Oliven